# Rhamnocercus rhamnocercus
Rhamnocercus rhamnocercus är en plattmaskart. Rhamnocercus rhamnocercus ingår i släktet Rhamnocercus och familjen Diplectanidae. Inga underarter finns listade i Catalogue of Life.